# Zyginopsis ariadne
Zyginopsis ariadne är en insektsart som först beskrevs av Rauno E. Linnavuori 1960.  Zyginopsis ariadne ingår i släktet Zyginopsis och familjen dvärgstritar.
Artens utbredningsområde är Fiji. Inga underarter finns listade i Catalogue of Life.